# Кулагин, Николай Иванович
Никола́й Ива́нович Кула́гин (1 ноября 1937, Ленинград, РСФСР, СССР — 23 ноября 2023) — советский и российский инженер, проектировщик, доктор технических наук. В 1981—1993 годах — начальник, в 1993—2010 годах — генеральный директор «Ленметрогипротранса», профессор ПГУПСа.

## Биография
Родился 1 ноября 1937 года в Ленинграде. Отец Николая Кулагина — Иван Иванович Кулагин — метростроитель.
После окончания (в 1960 году) ЛИИЖТа работал в «Ленметропроекте» (ныне — «Ленметрогипротранс»), занимая должность старшего инженера, главного специалиста, начальника отдела организации и механизации работ.
В 1977—1979 годах — глава филиала института «БАМтоннельпроект».
В 1981—1993 годах — начальник «Ленметрогипротранса», затем до 2010 года был его гендиректором.
В 1997 году защитил докторскую диссертацию по теме «Пересадочные узлы на линиях метрополитена глубокого заложения. По состоянию на 2020 год был профессором в Петербургском государственном университете путей сообщения.
Умер 23 ноября 2023 года.